# Polygonia
Polygonia is een geslacht van vlinders uit de onderfamilie Nymphalinae van de familie Nymphalidae. Het geslacht wordt soms als ondergeslacht van Nymphalis beschouwd.

## Soorten
- Polygonia asakurai Nakahara, 1920
- Polygonia c-album (Linnaeus, 1758) - Gehakkelde aurelia
- Polygonia c-aureum (Linnaeus, 1758)
- Polygonia chrysoptera (Wright, 1906)
- Polygonia comma (Harris, 1842)
- Polygonia egea (Cramer, 1775) - Zuidelijke aurelia
- Polygonia extensa Leech, 1896
- Polygonia faunus (Edwards, 1862)
- Polygonia g-argenteum Doubleday & Hewitson, 1846
- Polygonia gigantea (Leech, 1883)
- Polygonia gracilis (Grote & Robinson, 1867)
- Polygonia haroldi Dewitz, 1877
- Polygonia hylas (Edwards, 1872)
- Polygonia interposita (Staudinger, 1881)
- Polygonia interrogationis (Fabricius, 1798)
- Polygonia oreas (Edwards, 1869)
- Polygonia progne (Cramer, 1775)
- Polygonia satyrus (Edwards, 1869)
- Polygonia undina (Grum-Grshimailo, 1890)
- Polygonia zephyrus (Edwards, 1870)